# Magic Trackpad

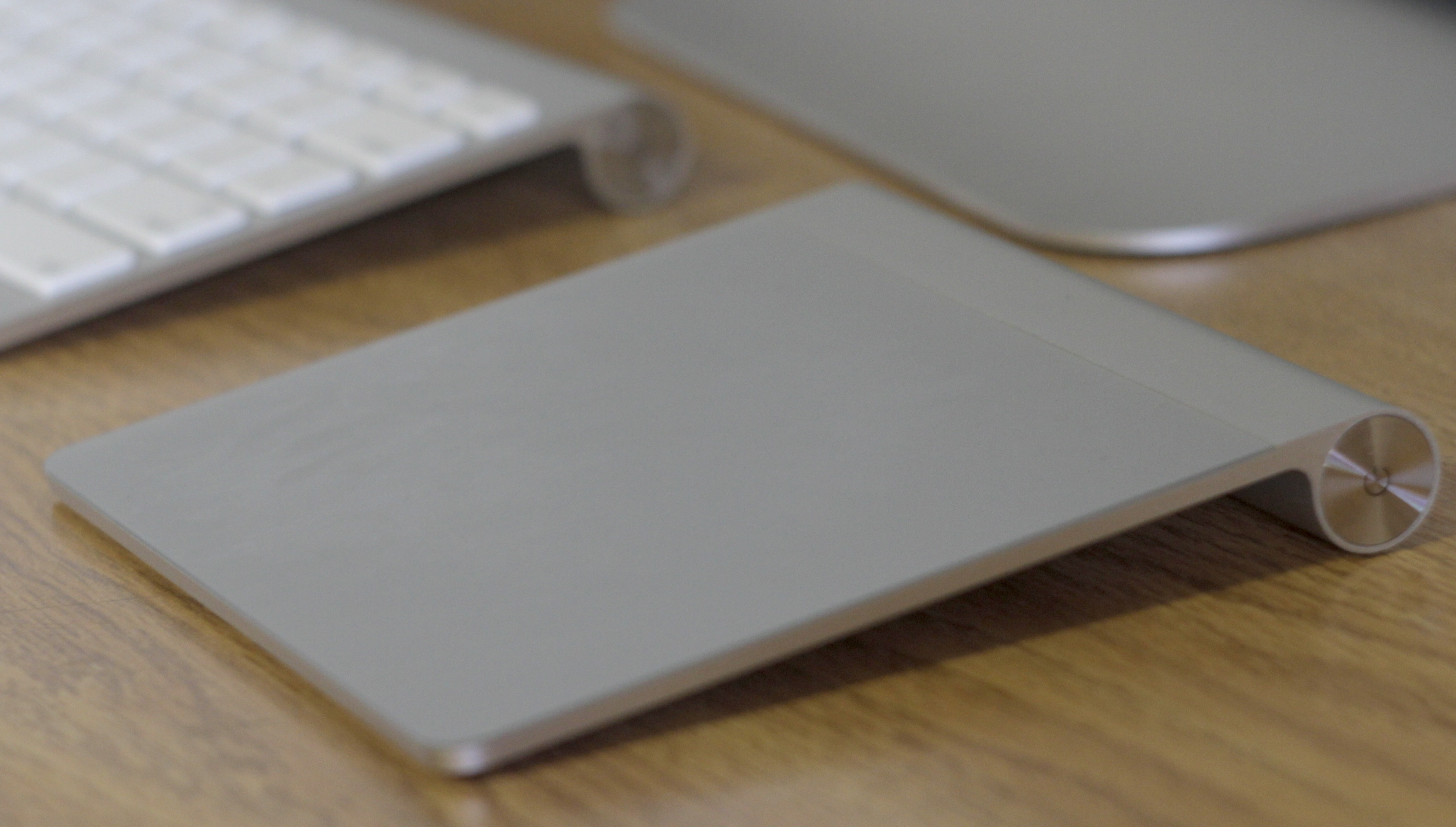
A Magic Trackpad mellette az Apple Wireless Keyboard.

A Magic Trackpad egy beviteli eszköz, amit kifejezetten az asztali számítógépekhez tervezett az Apple. Az egészet a multi-touch felülete figyeli. Több ujjal lehet hozzáérni, majd az úgynevezett gesztusok segítségével további funkciók érhetők el. A Magic Trackpad opcionális tartozéka bármely Mac asztali számítógépnek.

## Leírás
A sztenderd "trackpad"-et már minden felhasználó ismeri a hordozható Mac számítógépekről (MacBook, MacBook Pro, MacBook Air stb.). A felhasználó ráhelyezi az ujját és azzal vezérelheti a kezelőfelületet, kattinthat stb. Ha több ujjat használ, akkor úgynevezett gesztusokkal további képességeket érhet el, pl.:
- két ujjat felfele/lefele mozgatva görgethető a weboldal
- három ujjat balra/jobbra mozgatva lehet váltani a weboldalak között
- két ujjat egymástól eltartva, majd azokat forgatva fényképeket lehet forgatni, stb.

A Magic Trackpad ugyanerre képes, de ezentúl nem csak a hordozható gépeken, hanem az asztali számítógépeknél is. Használható a meglevő egérrel kiegészítő eszközként, de egér nélkül, egymagában is teljesen funkcionális.
A Magic Trackpad 2 db AA-as elemmel működik.

## Rendszerkövetelmények
- legalább Mac OS X 10.6.4-es operációs rendszer
- Bluetooth kapcsolat